# Országos Gyógyszerészeti és Élelmezés-egészségügyi Intézet
Az Országos Gyógyszerészeti és Élelmezés-egészségügyi Intézet (rövidítve: OGYÉI) a 28/2015. (II. 25.) sz. kormányrendelet értelmében 2015. március 1-jétől újonnan létesült. Az OGYÉI látja el a gyógyszerészeti államigazgatási feladatokat, valamint egyes feladatok tekintetében egészségügyi államigazgatási szervként is kijelölésre került.
Az OGYÉI a GYEMSZI Gyógyszerészeti Intézet Főigazgatósága, Eszközminősítő és Kórháztechnikai Igazgatósága, Technológiaértékelő Főosztálya által ellátott feladatok tekintetében a GYEMSZI, az ÁNTSZ meghatározott feladatai tekintetében az ÁNTSZ, valamint az Országos Élelmezés- és Táplálkozástudományi Intézet (OÉTI) jogutódja.
2023. augusztus 1-től a Nemzeti Népegészségügyi és Gyógyszerészeti Központ részeként működik tovább.

## Története
Egyik jogelődje, az Országos Gyógyszerészeti Intézet (OGYI) 1962-ben jött létre az Egészségügyi Minisztérium Műszaki Fejlesztési osztályából (a korábbi Gyógyszerkönyvi laboratóriumból). 1968-ban hozzácsatolták az OKI Kémiai osztályát is, ezáltallétrejött az egységes hatósági gyógyszerellenőrző szerv, a gyógyszer-törzskönyvezés és –forgalmazás ellenőrzésére vonatkozó általános hatáskörrel.
A népjóléti miniszter 1998-ban adta ki az OGYI megújított alapító okiratát, amelyben az OGYI-t, mint a hatósági embergyógyászati gyógyszerellenőrzés országos szervét, illetve, mint a minisztérium gyógyszerészeti módszertani és tudományos központját nevesítik, azzal a megjegyzéssel, hogy ez az intézet ellátja a mindenkori jogszabályok által reá ruházott államigazgatási: hatósági vagy szakhatósági feladatokat is.
2011. májusától az OGYI – más egészségügyi háttérintézetekkel együtt – beolvadt a Gyógyszerészeti és Egészségügyi Minőség- és Szervezetfejlesztési Intézetbe (GYEMSZI), és annak egyik Főigazgatóságaként (GYEMSZI-OGYI) működött tovább.
Az OGYÉI a 28/2015. (II. 25.) Korm. rendelet értelmében 2015. március 1-jétől újonnan létesült. Az OGYÉI látja el a gyógyszerészeti államigazgatási feladatokat, valamint egyes feladatok tekintetében egészségügyi államigazgatási szervként is kijelölésre került.
Az OGYÉI a GYEMSZI Gyógyszerészeti Intézet Főigazgatósága, Eszközminősítő és Kórháztechnikai Igazgatósága, Technológiaértékelő Főosztálya által ellátott feladatok tekintetében a GYEMSZI, az ÁNTSZ meghatározott feladatai tekintetében az ÁNTSZ, valamint az Országos Élelmezés- és Táplálkozástudományi Intézet (OÉTI) jogutódja.

## Feladatai
Az OGYÉI alaptevékenysége: 

- a) ellátja a gyógyszer-felügyeleti hatósági, piacfelügyeleti hatósági, egészségügyi géntechnológiai hatósági, továbbá adatgyűjtési, elemzési, értékelési, kutatási, szakértői és szakmai módszertani támogatási feladatokat,
- b) az élelmezés- és táplálkozás-egészségügyi, valamint a kozmetikai termékekkel összefüggő szakterületen ellátja a hatósági, tudományos kutatási, képzési, továbbképzési, értékelési, szakvéleményezési, koordinálási, szakmai módszertani, szakmai felügyeleti, tájékoztatási, valamint hazai, nemzetközi és tagállami szakértői feladatokat,
- c) ellátja a gyógyszerellátással és a fokozottan ellenőrzött szerekkel, illetve kábítószer-prekurzorokkal kapcsolatos hatósági feladatokat, a gyógyszertárak működésének és gyógyszerellátási tevékenységének ellenőrzését, koordinálását, felügyeletét, a megyei, illetve a fővárosi tisztifőgyógyszerészek, tisztigyógyszerészek közreműködésével,
- d) ellátja a gyógyászati segédeszközök minősítésével, az egészségügyi szolgáltatók orvostechnikai, technológiai beruházásaival, üzemeltetésével kapcsolatos szakértői feladatokat,
- e) ellátja az orvostechnikai eszközökkel kapcsolatos hatósági, piacfelügyeleti hatósági, az orvostechnikai eszközök klinikai vizsgálatának engedélyezésével kapcsolatos hatósági, valamint az orvostechnikai eszközök megfelelőségértékelésére jogosult szervek kijelölésével kapcsolatos kijelölő hatósági feladatokat,
- f) ellátja a kábítószerekkel és pszichotróp anyagokkal, valamint az új pszichoaktív anyagokkal végezhető tevékenységekkel kapcsolatos engedélyezési és nyilvántartásba vételi eljárásokat, és vezeti az ezzel összefüggő nyilvántartásokat.